# Gerhard Geier
Gerhard Geier (* 1932 in Berlin; † 21. Januar 2008 ebenda) war ein deutscher Kabarettist und Autor.

## Leben
Ab 1956 arbeitete Geier für den Deutschlandsender. 1962 gehörte er als Mitbegründer, Autor und Akteur zum Berliner Kabarett Lachbrett. Als Autor und Moderator war er für die Sendung Spaßvögel in Radio DDR, später für die Sendungen Tusch und Spaß am Spaß bei der Stimme der DDR aktiv.
Als Autor schrieb er ab 1973 für das Berliner Kabarett Die Distel, ab 1975 für das Geraer Fettnäppchen, ab 1981 für die Magdeburger Gruppe Die Kugelblitze, ab 1982 für die Dresdner Herkuleskeule und ab 1984 für das Potsdamer Theater am Obelisk. Zusammen mit Inge Ristock, Kurt Bartsch und Horst Rascher arbeitete er als Autorenteam Ribagera, nachdem Bartsch in die Bundesrepublik Deutschland übersiedelt war, nannten sie sich Rigera.